# Caratê nos Jogos Pan-Americanos de 2007 - Mais de 60 kg feminino
A categoria acima de 60 kg foi a mais pesada para as mulheres em disputa nas competições do caratê nos Jogos Pan-Americanos de 2007, no Rio de Janeiro. A modalidade foi realizada no Complexo Esportivo Miécimo da Silva no dia 25 de julho com 8 caratecas.

## Medalhistas
| Ouro   | BRA Lucélia Ribeiro                   |
| Prata  | COL Ana Escandón                      |
| Bronze | VEN Yoly Guillén CUB Yaneya Gutiérrez |

## Resultados
As oito caratecas participantes são divididas em dois grupos de quatro cada, onde todas enfrentam todas dentro dos grupos. As duas caratecas com o maior número de pontos (vitória vale dois pontos, empate um e derrota zero) avançam para as semifinais lutando em cruzamento olímpico (primeiro de um grupo contra o segundo do outro). As vencedoras decidem a medalha de ouro na grande final.

### Primeira fase
| Grupo 1          | CON          | BRA | COL | MEX | CHI |
| Lucélia Ribeiro  | BRA Brasil   | —   | V-D | V-D | V-D |
| Ana Escandón     | COL Colômbia | D-V | —   | E   | V-D |
| Yadira Lira      | MEX México   | D-V | E   | —   | E   |
| Stephanie Soffia | CHI Chile    | D-V | D-V | E   | —   |

| Pos. | L | V | E | D | Pts |
| ---- | - | - | - | - | --- |
| 1    | 3 | 3 | 0 | 0 | 6   |
| 2    | 3 | 1 | 1 | 1 | 3   |
| 3    | 3 | 0 | 2 | 1 | 2   |
| 4    | 3 | 0 | 1 | 2 | 1   |

| Grupo 2          | CON                       | VEN | CUB | DOM | AHO |
| Yoly Guillén     | VEN Venezuela             | —   | V-D | V-D | V-D |
| Yaneya Gutiérrez | CUB Cuba                  | D-V | —   | V-D | V-D |
| Johany Sierra    | DOM República Dominicana  | D-V | D-V | —   | V-D |
| Almarisca Hooi   | AHO Antilhas Neerlandesas | D-V | D-V | D-V | —   |

| Pos. | L | V | E | D | Pts |
| ---- | - | - | - | - | --- |
| 1    | 3 | 3 | 0 | 0 | 6   |
| 2    | 3 | 2 | 0 | 1 | 4   |
| 3    | 3 | 1 | 0 | 2 | 2   |
| 4    | 3 | 0 | 0 | 3 | 0   |

### Classificação 5º-8º lugar
|  | Classificação 5º-8º lugar | Classificação 5º-8º lugar |   |                    | 5º lugar             | 5º lugar |  |
|  |                           |                           |   |                    |                      |          |  |
|  |                           |                           |   |                    |                      |          |  |
|  | MEX Yadria Lira           | 5                         |   |                    |                      |          |  |
|  | AHO Almarisca Hooi        | 0                         |   |                    |                      |          |  |
|  |                           |                           |   |                    |                      |          |  |
|  |                           |                           |   |                    |                      |          |  |
|  |                           |                           |   |                    | MEX Yadria Lira      | 0        |  |
|  |                           | DOM Johany Sierra         | 2 |                    |                      |          |  |
|  |                           |                           |   |                    |                      |          |  |
|  |                           |                           |   |                    |                      |          |  |
|  |                           |                           |   |                    | 7º lugar             |          |  |
|  |                           |                           |   |                    |                      |          |  |
|  | CHI Stephanie Soffia      | 0                         |   | AHO Almarisca Hooi | 0                    |          |  |
|  | DOM Johany Sierra         | 4                         |   |                    | CHI Stephanie Soffia | 1        |  |

### Semifinal e Final
|  | Semifinal            | Semifinal        |   |  | Final               | Final |  |
|  |                      |                  |   |  |                     |       |  |
|  |                      |                  |   |  |                     |       |  |
|  | BRA Lucélia Ribeiro  | 1                |   |  |                     |       |  |
|  | CUB Yaneya Gutiérrez | 0                |   |  |                     |       |  |
|  |                      |                  |   |  |                     |       |  |
|  |                      |                  |   |  |                     |       |  |
|  |                      |                  |   |  | BRA Lucélia Ribeiro | 2     |  |
|  |                      | COL Ana Escandón | 1 |  |                     |       |  |
|  |                      |                  |   |  |                     |       |  |
|  |                      |                  |   |  |                     |       |  |
|  |                      |                  |   |  |                     |       |  |
|  |                      |                  |   |  |                     |       |  |
|  | COL Ana Escandón     | RSC              |   |  |                     |       |  |
|  | VEN Yoly Guillén     | -                |   |  |                     |       |  |

## Classificação final
| Pos.              | Atleta               |
| ----------------- | -------------------- |
| Medalha de ouro   | BRA Lucélia Ribeiro  |
| Medalha de prata  | COL Ana Escandón     |
| Medalha de bronze | VEN Yoly Guillén     |
| Medalha de bronze | CUB Yaneya Gutiérrez |
| 5                 | DOM Johany Sierra    |
| 6                 | MEX Yadira Lira      |
| 7                 | CHI Stephanie Soffia |
| 8                 | AHO Almarisca Hooi   |